# Suphan Thongsong
Suphan Thongsong (en tailandés: สุพรรณ ทองสงค์, Suphanburi, Tailandia, 26 de agosto de 1994) es un futbolista de Tailandia que juega en la posición de defensa central. Desde el 2022 juega en el Bangkok United de la Liga de Tailandia.

## Carrera

### Club
| Periodo   | Club                         | Apariciones | Goles |
| --------- | ---------------------------- | ----------- | ----- |
| 2013–2017 | Muangthong United            | 33          | 0     |
| 2013–2014 | → Assumption United (cedido) | 28          | 1     |
| 2015      | → Samutsongkhram FC (cedido) | 17          | 0     |
| 2017–2021 | Suphanburi FC                | 80          | 0     |
| 2022-     | Bangkok United               | 38          | 1     |

### Selección nacional
Jugó para Tailandia sub-23 en cinco ocasiones de 2014 a 2016. Debutó con Tailandia en 2017.

## Logros

### Club
- Thai League 1: 2016
- Thai League Cup: 2016
- Thailand Champions Cup: 2017, 2023

### Selección nacional
- King's Cup: 2016